# Лернагог
Лернагог (вірм. Լեռնագոգ) — село в марзі Армавір, на заході Вірменії. Село розташоване за 19 км на північний захід від міста Армавір та за 3 км на північ від села Даларік.